# Obake
Obake (jap. お化け), auch Bakemono (化け物), sind die traditionellen Geister, Kobolde und Monster des japanischen Volksglaubens. Der Begriff umfasst Yōkai (Monster und Kobolde) und Yūrei (Geister von Verstorbenen). Der Begriff „Obake“ leitet sich vom japanischen Verb bakeru (sich verwandeln) ab. Obake sind demnach übernatürliche Wesen, die irgendeine Form der Wandlung durchliefen und von der natürlichen in eine übernatürliche Welt gelangten.
Obake reichen von Tieren, die ihre Form verändern können (z. B. Kitsune, Tanuki oder Mujina) über mythologische Wesen bis hin zu unbelebten Objekten, die lebendig wurden (Tsukumogami). Bekannte Vertreter der Obake sind:
- Kitsune, Füchse, die Meister der Verwandlung sind;
- Karakasa, ein Regenschirm, eine Art von Tsukumogami;
- Kappa, im Wasser lebende froschähnliche Wesen, die Menschen und Tiere ertränken, sowie
- Tengu, langnasige Bergkobolde, die in den Kampfkünsten bewandert sind und Flügel und manchmal auch einen Vogelschnabel besitzen.

Obake umfassen ebenfalls Yūrei, die Geister der Verstorbenen, die in großer Wut oder Trauer starben. Ihr Geist verbleibt in der physischen Welt, bis ihr letzter Wunsch erfüllt wurde. Dieser kann die Rache an demjenigen sein, der sie tötete, oder auch, dass sich jemand um ihre Kinder kümmert, wie in vielen Ubume-Geschichten.
Geschichten und Legenden dieser japanischen Erscheinungen wurden auch in andere Sprachen und Kulturen übernommen, wie in das Pidgin der Ureinwohner von Hawaii. Auf Hawaii veränderten sich einige der ursprünglichen Sagen über Obake oder wurden missverstanden. Das häufigste Beispiel ist der Mujina, ursprünglich ein Tanuki-ähnlicher Gestaltwandler. Er wurde im Hawaiischen mit dem Noppera-bō verwechselt, einer gesichtslosen menschlichen Erscheinung. Die Quelle dieser Verwechslung war die Geschichte Mujina von Lafcadio Hearn. Hearn gab keine Erklärung für seinen Titel, nämlich dass sich in Japan Mujina in die gesichtslosen Noppera-bō verwandeln.